# Finance Watch
Finance Watch (FW) és una ONG creada a la Unió Europea en 2010 amb l'objectiu d'exercir contrapoder als lobbys les grans institucions financeres i aturar el monopoli que tenia la indústria financera a la pressió exercida sobre la Comissió Europea i el Parlament Europeu.
L'ONG lluita perquè no siguin la banca i la indústria financera les úniques que aconsellin els polítics a l'hora de decidir i de modificar o crear lleis i directives, i vetlla perquè aquestes siguin beneficioses pels ciutadans europeus. L'eurodiputat Pascal Canin, un dels promotors d'aquesta, la compara amb Greenpeace, WWF, el GIECC i la Confederació Europea de Sindicats; i la justifica dient que no hi havia abans cap grup de pressió equivalent a l'àmbit financer i bancari. Alguns medis en parlen com del "greenpeace de les finances".
Els seus informes, elaborats per experts, es consideren credibles i legítims tant pels partits polítics d'esquerres com pels de dretes, i de fet a la creació de la institució hi han participats polítics europeus d'ambdues tendències. La FW inclou membres com Attac (Attac es limita a l'educació popular, reivindicant no actuar com a grup de pressió, mentre que l'FW amplia les seves accions, actuant també com a grup de pressió, per exemple), i experts com l'estatunidenc Stephany Griffith-Jones o l'exdirector de la Borsa de Montréal.

## Història
En 2008 va començar la crisi mundial dels crèdits subprime, que va enfonsar el sistema econòmic i financer existent. Van desaparèixer enormes quantitats de diners i alguns Estats van decidir salvar les banques pagant-les milions d'euros. Encara no havia començat la crisi social però els ciutadans podien observar aquests moviments, reunions cada vegada més freqüents del G20, grans directius de banques que marxaven amb "paracaigudes daurats" i assessorament cada vegada més freqüent dels politics per part de banquers, traders i propietaris de les grans empreses.
En 2009, a les eleccions europees, els partits ecologistes van aconseguir més vots dels esperats i d'entre ells, al Europe-Ecologie francès, el periodista Pascal Canfin, "una mica sorprès", va arribar a ser eurodiputat. Nou en aquest àmbit, investiga els processos legislatius europeus i s'adona de l'entrisme, el poder i el monopoli de les entitats financeres en aquests, sense que hi hagi cap contrapartida. En aquell moment, Grècia, com a Estat, ja havia començat a tenir greus problemes financers a causa de l'especulació, pero quan Canfin estava redactant el seu primer text legislatiu sobre els fons especulatius no va poder contactar amb cap detractor d'aquests per a contraargumentar les indicacions dels grups de pressió que estaven a favor dels hedge funds i que es posaven en contacte amb ell.
En 2010, vint-i-dos eurodiputats de diferents partits polítics (Pascal Canfin, Pervenche Berès, Jean-Paul Gauzès, etc.), encarregats de la reglamentació dels mercats financers, van fer una crida a la societat civil perquè s'impliqui i pugui tenir pes a aquestes polítiques de reglamentació. En aquesta crida van denunciar l'asimetria existent entre els grups de pressió de les banques a les legislacions i l'absència de cap contra poder social, format per experts, que pogués aconsellar ni argumentar alternatives als diputats. Finalment, demanava la creació d'una organització independent que pogués exercir un peritatge no interessat i donar-lo a conèixer a la Comissió Europea i el Parlament Europeu.

## Objectius
El primer objectiu de Finance Watch és sanejar les regles actuals existents a Europa i lluitar per un sistema financer net, exercir una contrapressió als lobbys dels banquers i oferir alternatives i dades independents perquè no siguin aquests monopolis els qui governin.
Per a aconseguir-lo, FW s'adjudica tres objectius complementaris: el contraperitatge, el contralobbying i la comunicació.
- El contraperitatge consisteix a fer peritatges independents i desinteressats, perquè no hi hagi dades únicament procedents dels monopolis financers.[1]
- El contralobbing fa referència al pes polític, a poder parlar i argumentar amb els diputats, a formar part de les comissions d'experts, a influir als textos, a trobar-los "trampes" o punts febles, a fer-los entenedors i clars, i a fer emmendes.[1]
- La comunicació és per a divulgar els debats, els problemes i possibles solucions, per a denunciar males pràctiques, contrarestar els seus arguments i fer viure el debat. Inclou el fet de fer-ho de manera exacta i rigorosa, però usant paraules que tothom pugui comprendre i fent èmfasi en el que suposa a la pràctica a la vida quotidiana i els riscos i perills que hi pot haver, perquè els ciutadans puguin fer pressió als seus polítics i elegir lliurement sabent quins defensen els seus interessos i quins d'altres.[1]

També acullen persones que treballen en banques i companyies d'assegurances perquè puguin denunciar a la premsa, anònimament a través de FW, dades i informacions sobre pràctiques que consideren poc ètiques.

## Estructura
Finance Watch es considera una organització d'experts independent, en particular completament independent de les banques i també dels partits polítics i eurodiputats que van participar en la seva creació. FW té un consell d'administració format a parts iguals per representants de les organitzacions membres, que pretén federar o mutualitzar perquè tinguin més força, i per a professionals tècnics amb àmplia formació en economia i finances; i compta amb un comitè de deontologia.

## Finançament
El seu pressupost és de dos milions d'euros anuals, un d'ells aportat per la Unió Europea i l'altre per donacions de ciutadans particulars, associacions, personalitats i fundacions privades.

## Algunes organitzacions membres
Entre els membres de FW hi ha l'esmentat Attac, Intermón Oxfam, Càritas, Transparency International, la xarxa belga Réseau Financement Alternatif, la unió europea de defensors del consumidor, etc. Al moment de la seva fundació, FW comptava amb unes trenta associacions i organitzacions sense ànim de lucre europees i en juny de 2011 aquestes eren una quarantena, més una vintena d'experts independents d'aquestes.